# Pfinzingschloss

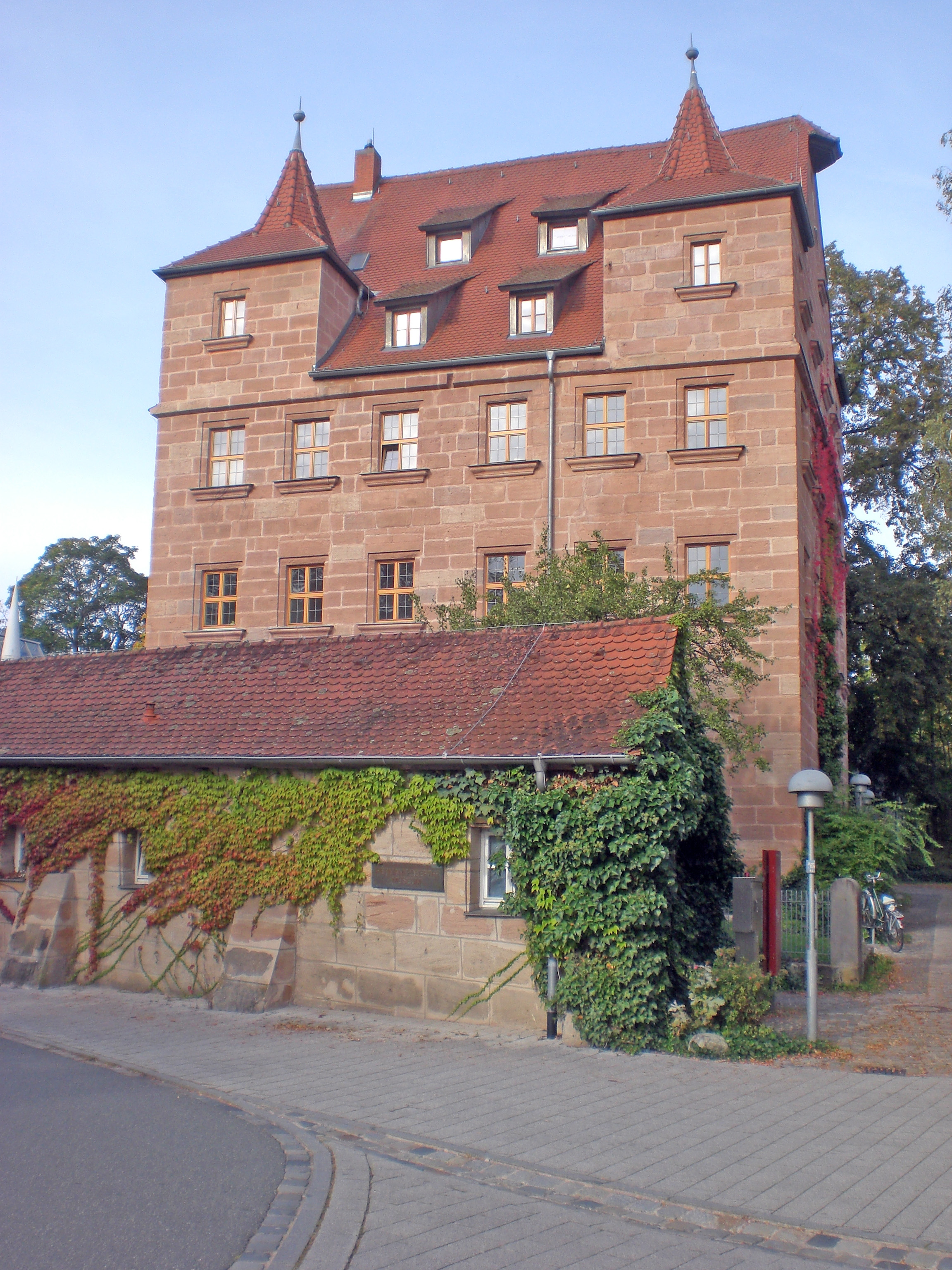
Das Pfinzingschloss (2023)

Das Pfinzingschloss oder Schloss Mornek ist neben dem Tucherschloss und dem Zeidlerschloss eines von drei erhaltenen Schlössern des Nürnberger Patriziats in Feucht. Das Schloss befindet sich seit 1988 im Besitz des Marktes Feucht und wird von diesem genutzt. In der Eingangshalle finden Konzerte und Kunstausstellungen statt.

## Geschichte

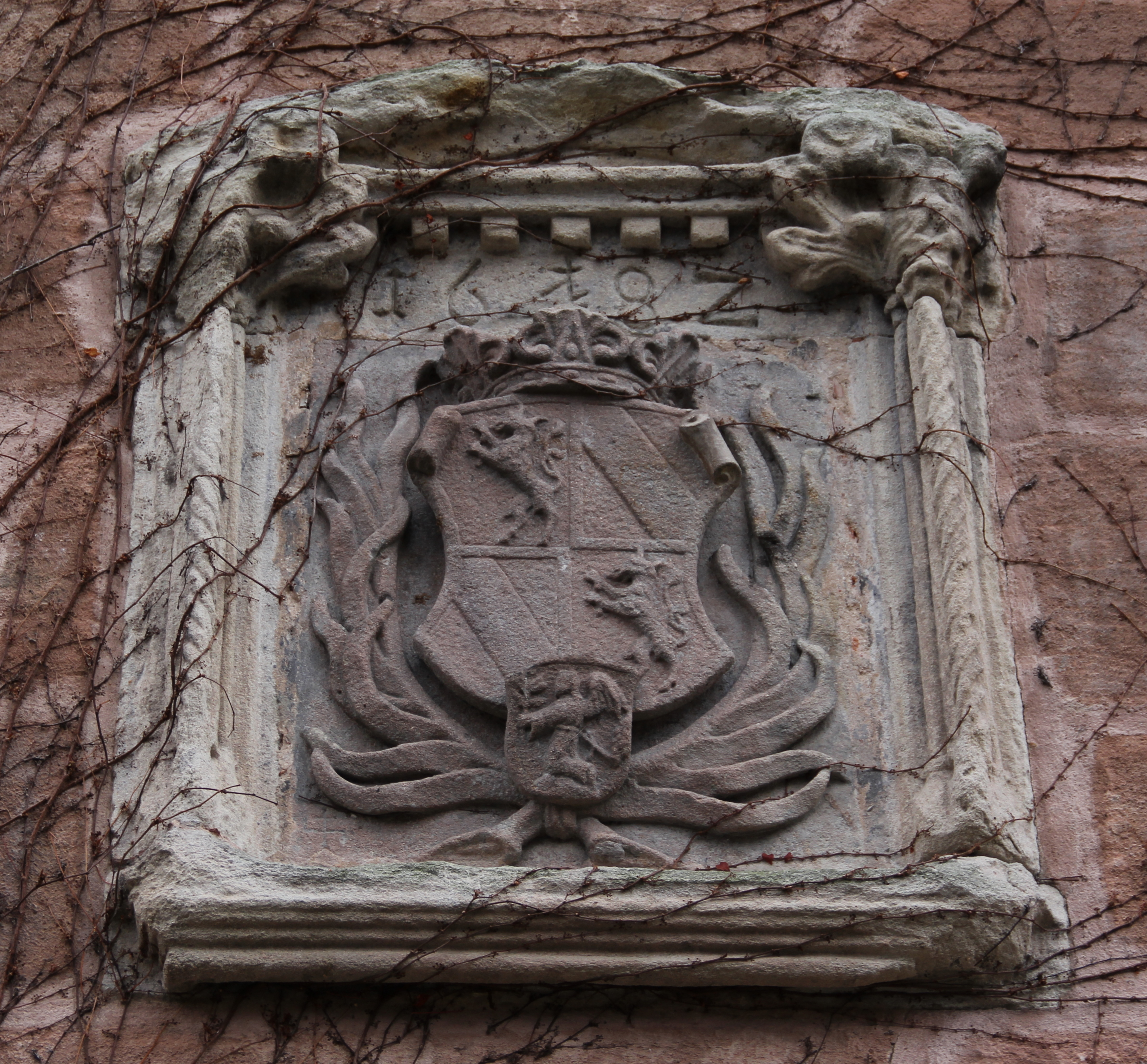
Scheurl-Wappen

Zwar haben Heimatforscher einen schon für das 13. Jahrhundert anzunehmenden Ministerialensitz an dieser Stelle vermutet, nachgewiesen ist das Pfinzingschloss jedoch erst seit dem 15. Jahrhundert. 1469 wurde der Ansitz des Ludwig Pfinzing genannt, als er seine Feuchter Güter an die Reichsstadt Nürnberg verkaufte. Der Nürnberger Patrizier hatte die Güter durch seine Heirat mit einer Waldstromerin 1455 erworben. Das Geschlecht der Waldstromer, das zeitweise die Reichs-Forstmeisterwürde innehatte, hatte schon im 14. Jahrhundert mehrere Feuchter Güter an sich gebracht.
Der Nürnberger Rat veräußerte den Herrensitz bald nach dem Erwerb an den Ratskonsulenten Dr. Sebald Müller, der ihn bis zu seinem Tod 1495 besaß. Unter seinen Nachfahren wurde das Pfinzingschloss 1504 mitsamt dem Dorf Feucht ein Opfer des Landshuter Erbfolgekrieges. Erst kurz vor 1520 erwarb Gabriel Nützel, der auch das „Schloss im Kartäuserweiher“ erbte, die Brandruine, trat sie aber an einen Bernhard Glotz ab. Der neue Besitzer muss bald nach seinem Kauf mit dem Wiederaufbau begonnen haben: 1521 ist bereits von „Glotzens neu erbautem Haus und Herrensitz“ die Rede. Doch schon 1530 wurde es an den Nürnberger Bürger Hanns Pfann und dessen Stiefsohn Christof Mordeisen und nur kurz darauf an Kaspar Koberger verkauft.
Koberger erlebte im Zweiten Markgrafenkrieg am 16. Mai 1552 die zweite Zerstörung des Sitzes. 1557 bat Koberger den Rat, den „Burgstall“ mit der Brandruine verkaufen zu dürfen. Als Käufer trat der 1529 geborene Patrizier Georg Tetzel auf, der 1558 heiratete und offenbar im folgenden Jahrzehnt den Wiederaufbau des Pfinzingschlosses durchführte. Die Jahreszahl 1568 an einer Wappendarstellung im Erdgeschoss dürfte die Fertigstellung der Baumaßnahme dokumentieren.
1585 verkaufte Georg Tetzel das neue Schloss an Anton Pfann und Alexander Rosenthaler, offenbar Güterspekulanten, die es 1586 an den Kaufmann Eustachius Unterholzer veräußerten. Dieser vererbte es später an seinen gleichnamigen Sohn, auf den 1616 der Enkel Tobias Unterholzer folgte. Er musste während des Dreißigjährigen Krieges wiederholt hinnehmen, dass das Herrenhaus besetzt, geplündert und die Ausstattung demoliert wurde. Nach dem Tod des Tobias Unterholzer verkauften die Vormünder seines noch unmündigen Sohnes den Sitz 1650 an Friedrich Otto Freiherrn von Herberstein, der als Protestant seine Heimat Kärnten hatte verlassen müssen. Der Baron war aber in derart schwierigen wirtschaftlichen Verhältnissen, dass er den Kaufpreis weitgehend schuldig blieb. Das Anwesen fiel daher nach einigen Rechtshändeln an die Familie Unterholzer zurück.
1677 kaufte die Reichsstadt Nürnberg erneut den Herrensitz, nachdem Eustachius Karl Unterholzer keinen Käufer aus Nürnberg hatte finden können. 1682 übernahm Ratskonsulent Dr. Christoph Gottlieb Scheurl von Defersdorf die Liegenschaft. Er ließ zwei Türme der Wehrmauer, den an der Steingasse und den hinteren an der Schlosswiese, abtragen. Damals befanden sich beim Herrenhaus außerdem ein Gärtner- und ein Torhaus sowie diverse landwirtschaftliche Nebengebäude. Auf dem Grund der zwei ehemaligen Mauertürme wurden 1712 kleine Remisen zum Einlagern von Tabak und Futter gebaut.
Nach dem Ableben des Ratskonsulenten folgten 1713 Christoph Gottlieb Scheurl d. J., 1764 Karl Wilhelm und 1793 wieder ein Christoph Gottlieb Scheurl von Defersdorf. Zu dieser Zeit war bereits die Bezeichnung „Schloss Mornek“ für den Sitz aufgekommen. Nach den Recherchen von Wilhelm Schwemmer waren zwei sich widersprechende Erklärungen zur Entstehung des jüngeren Schlossnamens im Umlauf: Zum einen soll schon Georg Tetzel seinen Neubau Schloss Mornek genannt haben, während nach einer anderen Erzählung einst ein böhmischer Kaufmann Morne im Schloss gewohnt haben soll.
Der Sitz blieb bis zum Tod des Christoph Gottlieb Scheurl 1823 bei dem Geschlecht. Dann ging es an dessen Tochter, die den Postexpeditor David Friedrich Wild geheiratet hatte, und kurz darauf an den Enkel Gottlieb Friedrich Wild, der den Herrensitz 1847 an Magdalena Schwemmer verkaufte. Nun folgten mehrere spekulative Besitzwechsel, bis Georg Konrad und Barbara Elise Schmidt 1876 das Anwesen erwarben. Deren Tochter Helena und der Schwiegersohn Friedrich Scherrbacher übernahmen es 1887 und richteten im Schloss eine kleine Fabrik ein. Um 1900 musste Scherrbacher jedoch Konkurs anmelden, und durch Zwangsversteigerung erwarb das Nürnberger Stuckaturgeschäft Otto Schier den Besitz. Die Firma tauschte das Herrenhaus bald darauf gegen ein Nürnberger Anwesen weg, und wieder folgten zahlreiche Besitzwechsel. 1943 erwarb der Raumfahrtpionier Hermann Oberth das Schloss. 1988 wurde es an den Markt Feucht verkauft, die unmittelbar darauf eine Renovierung durchführen ließ.
Das von Georg Tetzel errichtete Herrenhaus weist Umfassungen aus Sandsteinquadern auf. Im Erdgeschoss bestand in der frühen Neuzeit ein großer gepflasterter Saal, ein Milch- und ein Obstgewölbe. Im ersten Obergeschoss waren zwei Stuben und zwei Kammern sowie eine Küche, ein weiterer Saal lag mit einem großen Soller (Vorplatz) und zwei Kammern im zweiten Obergeschoss. Über dem Hauseingang auf der inneren Seite erinnern zwei Wappen mit der Jahreszahl 1568 an den Bauherrn Georg Tetzel, seine erste Ehefrau Barbara Fütterer und an die zweite, Magdalena Pfinzing. 1682 befanden sich im ummauerten Hofraum noch ein eingeschossiges Haus für den Torwärter, ein Ziehbrunnen, ein zweigeschossiges Nebenhaus mit Zinswohnungen, ein Gartenhaus, der Schloss-Stadel und die Stallungen.
Von 1943 bis 1988 gehörte das Schloss der Familie Oberth. Schon zu Lebzeiten Hermann Oberths war im Erdgeschoss des Schlosses ein Hermann-Oberth-Raumfahrt-Museum untergebracht, das sich jetzt in einem Nebengebäude befindet.